# Forlaget Columbus
Forlaget Columbus er et dansk forlag, der udgiver undervisningsmateriale. Forlagets profil er fortrinsvis trykte og digitale lærebøger i samfundsfag, historie, erhvervsøkonomi, engelsk, tysk og spansk til ungdomsuddannelserne.

## Historie
Forlaget Columbus blev stiftet som den erhvervsdrivende fond Samfundsfagsnyt Forlags-Fond i 1984. Indtil slutningen af 1980erne hed det Samfundsfagsnyts Forlag, fordi der var tale om bøger udgivet af redaktionen af Samfundsfagsnyt, medlemsbladet for Foreningen af Lærere i Samfundsfag (FALS). FALS var blevet stiftet i forlængelse af, at samfundsfag var blevet indført som undervisningsfag på de almene gymnasier (STX) i Danmark i 1966. Fra starten af 1970'erne udgav Samfundsfagsnyts Forlag især undervisningsmateriale, som lærere selv fremstillede til det nye fag samfundsfag. I starten af 1980'erne havde bogsalget skabt en selskabskapital, som blev lagt i den erhvervsdrivende fond Samfundsfagsnyts Forlags-fond, som stadig er forlagets virksomhedsregistrering hos Erhvervsstyrelsen. I daglig tale bruges bi-navnet Columbus Fond.
Forlaget Columbus annoncerede i 2023, at forlaget fusionerer med Geografforbundets forlag GO Forlag.

## Columbus Fond
Columbus Fond driver Forlaget Columbus og forvalter overskuddet fra salget af læremidler og uddeler Columbus-prisen. Fonden uddeler også midler til fagligt og pædagogisk udviklingsarbejde og støtter fx rejser til forfattere, der udgiver bøger på forlaget. Af større projekter har fonden bl.a. støttet Aalborg Universitets Surveybank og Vismandsportalen, der begge er gratis tilgængelige læremidler, som bruges i undervisningen i samfundsfag. Desuden betaler fonden for udgivelse af POLIS - tidsskrift for samfundsfagsdidaktik. Flertallet af bestyrelsesmedlemmerne i Columbus Fond udpeges af Foreningen af Lærere i Samfundsfag.

## Udgivelsesprofil
Samfundsfag har altid været forlagets hovedfag, men Forlaget Columbus udgiver i stigende grad både trykte og digitale bøger til historie, erhvervsøkonomi, religion og tilgrænsende fag.